# Série 83 SNCB
La série 83 est une série de locomotives diesel de manœuvre de la SNCB de la première génération.

## Histoire

### Construction
Après la Seconde Guerre mondiale, les moyens de traction à la SNCB sont composés d'une majorité de locomotives à vapeur ayant survécu au conflit, notamment le Type 53, utilisé pour les manœuvres. Il est rapidement évident que la traction diesel représente un gain important de productivité, et dès 1953, après la commande des premières motrices de ligne, des locomotives de manœuvres sont commandées.
Trois séries de 25 machines à trois essieux sont fournies par l'industrie nationale. Les moteurs sont produits par trois sociétés différentes :
- ABC pour le type 250 (future Série 84) dont Baume et marpent construisit les caisses
- SEM pour le type 252 (future Série 85) dont FUF (Haine St Pierre) construisit les caisses
- Cockerill (qui construira aussi les caisses) pour le type 253 (future Série 83)

25 locomotives type 253 seront construites en 1956.
En 1970, après la renumérotation à 4 chiffres du parc de traction, le type 253 deviendra la Série 83.
Au cours de leur carrière, le groupe de ventilation, disposé à l’avant et constitué d’une hélice de grand diamètre et d’une grille d’aération ronde, a été remplacé par un groupe avec persiennes identique aux locomotives de Série 84.

### Services effectués
Ces locomotives étaient utilisées au service des manœuvres légères. Affectées dès leur livraison au dépôt de Monceau-sur-Sambre, elles prirent en partie le relai des locomotives à vapeur affectées au triage de Monceau, aux manœuvres dans les gares et à la desserte des industries de la région de Charleroi.
Leur très large surface vitrée et leur plate-forme arrière les rendaient adaptées aux manœuvres dans les triages, surtout cabine en avant.
L’arrivée de la première tranche des locomotives de la Série 73, qui furent toutes attribuées à Monceau entre 1965 et 1967, et de quelques Série 82 permit de remplacer les dernières locomotives à vapeur de ce dépôt. Les 73, plus puissantes se verront attribuer les services les plus lourds et la pousse des rames sur le triage à la butte.
Elles y restèrent jusqu’à la fin de leur carrière.
Au début des années 1990, la SNCB décida de retirer du service ces engins déjà anciens et de les remplacer par des Série 73 des autres tranches. Elles ont été retirées du service le 30 avril 1994, sauf 3 machines qui sont restées sur les rails jusqu'au 30 juin 1994.

## Préservation
Deux locomotives de cette série ont été préservées
- La 8320 a été préservée par la SNCB puis par l’association Patrimoine Ferroviaire et Tourisme (PFT).
- La 8319 a également échappé à la démolition et a été prêtée au Chemin de Fer à Vapeur des Trois Vallées.